# 君士坦丁堡公約
《君士坦丁堡公約》（Convention of Constantinople）是十九世紀時，歐洲列強與奥斯曼帝国對於埃及蘇伊士運河使用權達成的協議。君士坦丁堡公約於1888年10月29日簽署，簽署國家有英國、俄羅斯、法國、德國、奧匈帝國、荷蘭、西班牙以及奥斯曼帝国。

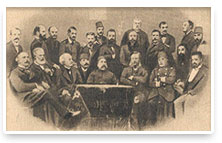
《君士坦丁堡公約》各國代表

在公約中，蘇伊士運河被宣布為中立區，並且在無論戰爭或和平時期各國船隻皆可通行，不受限制。當時埃及僅名義上屬於奥斯曼帝国領土，實際上自從1882年起埃及就已落入英國的控制。儘管公約在1888年就簽署，直到1904年英法協約後才正式生效。

## 文獻
1. ↑  . Egyptian State Information Service.   [18 March 2007]. （原始内容存档于2009-04-11）.
2. ↑  The Encyclopædia Britannica, Vol.7, Edited by Hugh Chisholm, (1911), 3; Constantinople, the capital of the Turkish Empire...